# カイパロウィッツ累層
カイパロウィッツ累層（カイパロウィッツるいそう）はユタ州のグランド・ステアーケースエスカランテ国立記念公園にあるカイパロウィッツ平原で見られる白亜紀後期カンパニアンの地層。850 m以上の厚みがある。ララミディア大陸南部の巨大な川の沖積氾濫原の環境を保存している。砂岩は川、泥岩は氾濫原の堆積物であることを示す。地層の下半分からは多くの化石標本が発見されている。しかし探検は比較的最近に限られ、ほとんどの探検は1982年に終えられている。この地層に保存された化石のうち発見されているのは１０%以下と見積もられている。ほとんどのフィールドワークはユタ自然史博物館の主導で行われている。

## 年代
伝統的にカイパロウィッツ累層はダイナソーパーク累層北部と層序的に同等と見なされていた。この異なる二つの地層の生物相の組み合わせは、何人かの科学者によって当たり前のように用いられて来た。スコット・サンプソンは、当時、ララミディア大陸は何かしらの移動障壁により南北に分け隔てられていたので、見つかる動物が共通しないのだと説明した。しかしながら、実際にはカイパロウィッツ累層上部からはダイナソーパーク累層で見つかるものよりも新しい年代の個性的な動物種の化石がいくつも見つかっており、そのうちいくつかの種はダイナソーパークで見つかる種の子孫であると思われる。
この堆積情報を考慮すると、カイパロウィッツ累層は約7680万～7430万年前というのがより正確に近いと思われる。

## 動物相

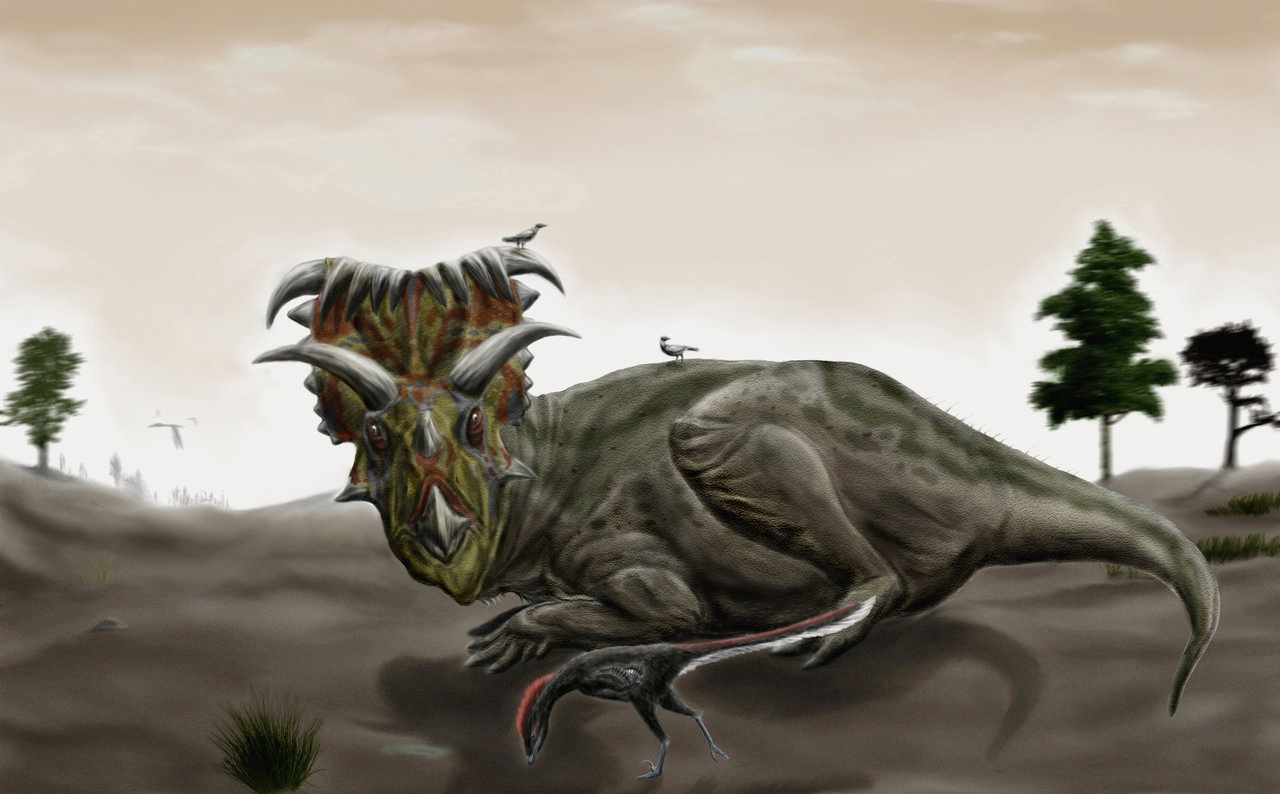
コスモケラトプスがタロスに安らぎを邪魔されるの図

動物は軟骨魚類 (サメとエイ)、ガー、アミア、チョウザメ、カエル、サンショウウオ、カメ、トカゲ、クロコダイル (デイノスクスを含む)、トロオドン類、ドロマエオサウルス類、オルニトミムス類、鳥類、ティラノサウルス類（テラトフォネウス等）のようなコエルロサウルス類の獣脚類、曲竜類、 パラサウロロフスやその他のハドロサウルス類、ケラトプス類、そして多丘歯類や有袋類、食虫類等々多様な種類の哺乳類が共存していた。最近ではグリポサウルスの未だかつてないほど巨大な標本が発見されており、G. monumentensisとして発表された。そして新種のオヴィラプトル類、ハグリフス・ギガンテウスが記載された。
生痕化石もカイパロウィッツ累層から知られている。すばらしく保存状態の良いハドロサウルス類の皮膚痕がヘレロとファルケによって報告されている。

### 鳥盤類
| カイパロウィッツ累層から報告されている鳥盤類 | カイパロウィッツ累層から報告されている鳥盤類 | カイパロウィッツ累層から報告されている鳥盤類 | カイパロウィッツ累層から報告されている鳥盤類 | カイパロウィッツ累層から報告されている鳥盤類 | カイパロウィッツ累層から報告されている鳥盤類             | カイパロウィッツ累層から報告されている鳥盤類 |
| 属                                           | 種                                           | 場所                                         | 層序                                         | 標本                                         | メモ                                                     | 画像                                         |
| -------------------------------------------- | -------------------------------------------- | -------------------------------------------- | -------------------------------------------- | -------------------------------------------- | -------------------------------------------------------- | -------------------------------------------- |
| グリポサウルス                               | G. monumentensis                             |                                              |                                              |                                              | クリトサウルス族 サウロロフス亜科 ハドロサウルス科       |                                              |
| コスモケラトプス                             | K. richardsoni                               |                                              |                                              |                                              | カスモサウルス亜科 ケラトプス科                          |                                              |
| ナーストケラトプス                           | N. titusi                                    |                                              | 上部の中部ユニット                           |                                              | セントロサウルス亜科 ケラトプス科                        |                                              |
| パラサウロロフス                             | P. cyrtocristatus                            |                                              |                                              |                                              | パラサウロロフス族 ランベオサウルス亜科 ハドロサウルス科 |                                              |
| ユタケラトプス                               | U. gettyi                                    |                                              |                                              |                                              | カスモサウルス亜科 ケラトプス科                          |                                              |